# Хорш Ехден

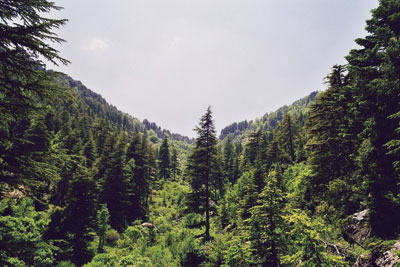
Заповідник «Хорш Ехден»

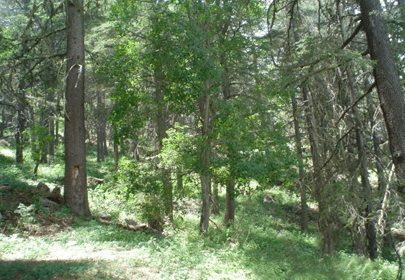
Всередині заповідника

Хорш Ехден — природний заповідник, розташований у Північному Лівані, в ньому є особливо різноманітний і красивий осередок ліванського кедра, що робить заповідник дуже важливою частиною культурної та природної спадщини країни. Він рзташований на північно-західних схилах гірського хребта Ліван, погодні умови відначаються туманом і відносно високими опадами, в ньому процвітає безліч рідкісних і ендемічних рослин. Кедри межують зі змішаним лісом ялівцю, ялиці та останнім в країні насадженням диких яблунь, що охороняється державою. Під час прогулянки лісом відвідувач може помітити зникаючого східного імператорського орла або орла Бонеллі, сірого вовка, дику котку, Золотого шакала або Червону лисицю . Прекрасні долини та ущелини заповідника, їх дикі орхідеї, яскраво-кольорові саламандри, гриби та інша флора та фауна, безумовно, заспокоїть навіть самого занепокоєного відвідувача.

## Природознавство

### Біорізноманіття
Природний заповідник Хорш Ехден багатий на біорізноманіття видів. Поки щоНа даний момент в заповіднику зафіксовано понад 1058 видів рослин, що становить майже 40 % усіх місцевих видів рослин у Лівані. Це вражає, враховуючи, що заповідник становить менше 0,1 % від загальної площі країни. Ліси утворюють унікальну сукупність хвойних, листяних і вічнозелених широколистяних дерев в ізольованому кліматичному фіторегіоні з дуже різноманітною топографією.

### Флора
На сьогодні в заповіднику виявлено 1030 видів місцевих рослин та ще 39 видів місцевих дерев. 70 видів використовують у своїх назвах «Ліван», такі як: Cedrus libani, Salix libani, Berberis libanoticum ; і 22 види мають важливі для Лівану назви, такі як Dianthus karami (за Юсефом Бей Карам, національний діяч 19 століття) та Astragalus ehdenensis (після села Еден).
Заповідник також вважається найбільш південною межею розповсюдження ялини Ciliciam (Abies cilicica) .
Деякі статистичні дані про місцеві види рослин у заповіднику:
- 212 види (20 %) є рідкісними, а ще 126 видів (12 %) вважаються загроженими .
- 115 видів рослин є ендемічними для Лівану, 10 — для Хорш Едена.
- 78 видів рослин визнані лікарськими рослинами.

#### Рослинні громади
Основними спільнотами лісових рослин, що мають найбільше значення для збереження, є:
- Ліванська кедрова (Cedrus libani var. Libanii) лісова громада   — що становить близько 20 % решти кедрових лісів в Лівані, і тому є значущим на національному рівні.
- Лісова громада ялиці Ciliciam (Abies cilicica) .
- Грецька ялівець (Juniperus excelsa) лісова громада   — що вважається ресурсом та генофондом для можливих проектів з лісовідновлення на великій висоті. Вважається національно значущою, як запас генів для лісовідновлення високих вершин гори Ліван вище 2000 м висоти.
- Ліванська лісова громада диких яблунь (<i id="mwTQ">Malus trilobata</i>) .

Хорш Ехден — єдина заповідна територія в Лівані, яка містить останню лісову громаду ендемічної дикої яблуні Лівану.

### Фауна

#### Ссавці
Більше 27 ссавців були помічені в Хорш Ехден (не включаючи кажанів), що представляє третину ліванських ссавців. У заповіднику в основному шість великих сімей: комахоїдні, м'ясоїдні, гризуни, лагоморфа, чироптера та артіодактили .
Тринадцять видів є глобально загрозливими, а вид — місцево загрожений та дуже під загрозою (сірий вовк, Canis lupus), один вид ендемічний для Horsh Ehden (менша білозубий голівка, Crocidura suaveolens), а чотири види вважаються загроженими на глобальному рівні рівень.
Серед зафіксованих видів: мис-заєць (Lepus capensis), деревна миша (Apodemus sylvaticus), євразійський борсук (Meles meles), південний білокрилий їжак (Erinaceus concolor), їжатець індійський (Histrix indica), вивірка кавказька (Sciurus anomalus), гієна смугаста (Hyaena hyanena), ласиця мала (Mustela nivalis), дика кішка (Felis silvestris), сірий вовк (Canis lupus), мармуровий білок (Vormela Peregusna).
У заповіднику, можливо, також проживають багато вимерлих видів тварин у Лівані, такі як: козуля (Capreolus capreolus), перська лань (Dama dama mesopotamica), Анатолійський леопард (Panthera pardus tulliana), сирійський бурий ведмідь (Ursus arctos syriacus), та aurochs (Bos primigenius).

#### Птахи
Природний заповідник «Хорш Ехден» багатий на різномаїття птахів, оскільки має багато зон для їх розселення. Серед видів, зафіксованих, 4 види вважаються загроженими на глобальному рівні, 5 видів вважаються вразливими в регіональному масштабі, 18 видів стикаються з несприятливими умовами в Європі, а 57 видів — рідкісні в Лівані.
Зафіксовані види: орел східний імператорський (Aquila heliaca), орел Бонеллі (Hieraaetus fasciatus), синиця синя (Parus caeruleus), кукурудзяний тріск (Crex crex), горобин Левант (Accipiter brevipes), сокола-сакер (Falco cherrug), білий пелікан (Pelecanus onocratalus), лелека чорна (Ciconia nigra), єгипетський гриф (Neophron perenopetrus), європейський бджолосінь (Merops apiaster), піщаний мартин (Riparia riparia), лелека білий (Ciconia ciconia), звичайний лісовий голуб (Columba polumbus), чубата зозуля (чубаті зозулі glandarius), сипуха (Tyto альба) і сирійський дятел (Dendrocopos syriacus).

#### Земноводні та плазуни
У природному заповіднику «Горш-Еден» зафіксовано 23 види, 4 земноводні та 19 плазунів, 1 вид є глобально загрозливим (середземноморський хамелеон, Chamaeleo chamaeleon), 1 підвид унікальний, а 19 видів — у Лівані.
Різновиди включають в себе: Ліван гадюку (Montivipera bornmuelleri), палестинська гадюка (палестинська гадюка Вернер), зелений полоз (Hierophis viridiflavus), приборкав mabuya (африканські мабуї vittata), Шрайбер бахрома пальців ящірок (Acanthodactylus schreiberi), пустеля чорної змія (єгипетська пустельна кобра), звичайна жаба (Bufo bufo).

## Культурна спадщина та заходи
- Найкращий сезон для відвідування: Для туристів осінь і весна — найпомірніший і приємний сезон для прогулянок на свіжому повітрі. Для відвідувачів, які люблять вбирати в себе багато кольорів природи, жовтень — найкращий місяць, щоб насолодитися осінніми кольорами, а квітень-травень — найкращі місяці, щоб побачити заповідник у розквіті.
- Основні рекреаційні заходи всередині заповідника: Перегляд птахів, піші прогулянки, гірський велосипед та фотографії можна насолоджуватися протягом року. У заповіднику є табір, який пропонує навчальні заходи на свіжому повітрі для дітей протягом тижня та для дорослих у вихідні. Точні заходи залежать від пори року і різняться від року до року.  Вуличне кафе в Едені

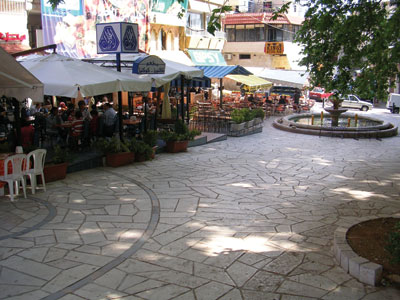
Вуличне кафе в Едені

- Археологічні пам'ятки: Археологічних пам'яток всередині заповідника немає. Однак у селі Еден відвідувач може відвідати деякі історичні церкви та монастирі, а також старий сук (ринковий майданчик) в історичній частині міста. Наприклад, церква Святого Мамаса (Mar Memas) вважається першою маронітською церквою, побудованою з камінням в Лівані .
- Основні заходи поблизу заповідника: відвідувачі, можливо, захочуть переночувати в Едені чи одному з інших сіл біля заповідника. Для панорамного виду на північ Лівану відвідувачі можуть відвідати собор Цитаделі Дами (Сайдет Аль-Госн) — сучасну церкву, збудовану у формі зірки та розташовану на вершині. Відвідувачі також не захочуть пропустити Аль-Мідан, історичний сук Еден, який характеризується традиційною ліванською архітектурою та славиться своїми кафе, кондитерськими виробами та ресторанами.